# Byggprogrammet
Byggprogrammet var ett utbildningsprogram i gymnasieskolan 1994-2011. Det kombinerade praktisk och teoretisk kunskap med sammanlagt femton veckors praktik. Om man slutförde utbildningen på byggprogrammet så kunde man fortsätta studier på högskolan. I Gy 2011 bytte programmet namn till Bygg- och anläggningsprogrammet. 
Programmet har fyra nationella inriktningar: anläggning, som är specialiserat på bygge av vägar, järnvägar, broar, vattenrör och avloppsrör; husbyggnad, som involverar trä, betong, mureri, glasmästeri och golvläggning; måleri, både inom- och utomhus samt glasmästeri och golvläggning och slutligen plåtslageri.
Enligt Skolverket syftar programmet "till att ge en bred orientering om byggprocessen och till att ge grundläggande kunskaper inom nybyggnad och renovering av hus och anläggningar."

## Karaktärsämnen
Karaktärsämnena innefattar 500 poäng:
| - Byggkunskap, 50p - Hus och anläggningsbyggnad, 150p - Måleri och byggplåt, 100p - Rit- och mätteknik, 50p | - Datorkunskap, 50p - Projekt och företagande, 50p - Arbetsmiljö och säkerhet, 50p |